# اليكسي بوينو
اليكسي بوينو (بالبرتغالية: Alexei Bueno‏) هو كاتب وشاعر برازيلي، ولد في 26 أبريل 1963.